# 1995년 태풍
가장강=22호 태풍 브라이언
1995년에는 4월 27일에 제1호 태풍 척이 발생한 것을 시작으로, 연말까지 총 23개의 태풍이 발생하였다. 평균적으로 1년 동안 태풍 발생 개수가 26.7개인 것과 비교하면 낮은 수치이다.
그리고 1999년까지는 미국 합동태풍경보센터에서 이름을 지었기 때문에, SSHS로 열대저기압인 것은 태풍 이름을 명명하지 않았다.

## 통계
이 문서에서는 1995년에 발생한 태풍들의 활동에 대해 기록하였다.
1995년에는 4월 27일에 제1호 태풍 척이 발생한 것을 시작으로, 연말까지 총 23개의 태풍이 발생하였다. 평균적으로 1년 동안 태풍 발생 개수가 26.7개인 것과 비교하면 낮은 수치이다.

### 월별 태풍 발생 개수
1995년 기록과 30년 평균 기록의 비교
| -                              | 1월       | 2월       | 3월       | 4월       | 5월       | 6월       | 7월       | 8월        | 9월        | 10월       | 11월       | 12월       |
| ------------------------------ | --------- | --------- | --------- | --------- | --------- | --------- | --------- | ---------- | ---------- | ---------- | ---------- | ---------- |
| 1995년 (누적)                  | 0 (0)     | 0 (0)     | 0 (0)     | 1 (1)     | 0 (1)     | 1 (2)     | 2 (4)     | 6 (10)     | 5 (15)     | 6 (21)     | 1 (22)     | 1 (23)     |
| 30년 평균 1971년~2000년 (누적) | 0.5 (0.5) | 0.1 (0.6) | 0.4 (1.0) | 0.8 (1.8) | 1.0 (2.8) | 1.7 (4.5) | 4.0 (8.5) | 5.5 (14.0) | 5.0 (19.0) | 3.9 (22.9) | 2.5 (25.4) | 1.3 (26.7) |

## 활동한 태풍

### 제1호 태풍 척
{{태풍 정보 (소)
|종류=열대
|해역=북서태평양
|위성화상=Chuck apr 30 1995 
편집해야징

### 제2호 태풍 디애나
{{태풍 정보 (소 ) |종류=열대|해역=북서태평양|위성화상=Dieena apr 30 1995 편집해야징

### 제3호 태풍 페이
이 태풍은 7월 23일 남해안에 상륙한 태풍으로써, 이 태풍의 영향으로 야기된 씨프린스 호 사고는 유명하다.

### 제7호 태풍 재니스
태풍 재니스(태풍번호: 9507, JTWC 지정 번호: 10W, 국제명: JANIS)는 1995년 8월 22일에 발생하여 8월 26일에 소멸한 태풍으로 한반도에 상륙하였다.
태풍이 오기 이전인 8월 23일부터 대한민국 중부 지방에 내린 많은 비로 50여 명이 사망하고, 1천억 원에 가까운 재산피해가 발생하였다. 때문에, 태풍 재니스 상륙으로 추가 피해가 발생할 것이라는 보도가 계속되었다.
하지만, 이미 태풍이 상당히 약화된 상태에서 8월 27일 오전 12시 무렵 중북부 해안에 상륙하였고, 당초 우려되었던 최고 150 mm에 이르는 폭우와 큰 피해는 발생하지 않았다. 이후 대한민국 기상청은 태풍 재니스가 27일 새벽에 온대 저기압으로 변질되었다고 발표하였다.

### 제12호 태풍 오스카
1995년 태풍 중 첫 번째로 5등급에 도달한 태풍이다. 